# Unia (institution)
Pour les articles homonymes, voir Unia et UNIA.
Unia, ex-Centre pour l’égalité des chances et la lutte contre le racisme, est une institution publique indépendante qui lutte contre la discrimination et défend l’égalité des chances en Belgique.

## Histoire

### Création
En février 1993, le Commissariat royal à la politique des immigrés recommande de mettre sur pied une structure permanente de lutte contre le racisme et de promotion de l’égalité des chances et de l’intégration. Le Centre pour l’égalité des chances et la lutte contre le racisme est alors fondé par une loi et reçoit ses missions du parlement. D’emblée, il est précisé qu'il exercera ses missions en toute indépendance.

### Changement de nom et nouvelles compétences
En 2003, le Centre reçoit du législateur la mission d’informer les pouvoirs publics sur la nature et l’ampleur des flux migratoires et de veiller aux droits fondamentaux des étrangers. La même année, la loi du 25 février 2003 tendant à lutter contre la discrimination élargit encore le champ de compétence du Centre aux discriminations dites « non raciales », autrement dit fondées sur le handicap, l’orientation sexuelle, l’âge, les convictions religieuses ou philosophiques, une caractéristique physique… 
En 2007, la loi tendant à lutter contre certaines formes de discrimination, qui transpose la Directive européenne 2000/78/CE portant sur l'égalité de traitement en matière d'emploi et de travail, vient encore renforcer les missions du Centre.
En 2011, Unia devient mécanisme indépendant chargé de la mise en œuvre, de la protection et du suivi de l’application de la Convention des Nations Unies relative aux droits des personnes handicapées.
En 2013, le Gouvernement fédéral, les Régions et les Communautés signent l'Accord de coopération afin de transformer le Centre pour l’égalité des chances et la lutte contre le racisme en une institution interfédérale de lutte contre les discriminations (qui prendra le nom d'Unia en février 2016). Grâce à l’interfédéralisation, les compétences d’Unia ont été élargies aux matières des Régions et des Communautés. Chaque citoyen du pays peut désormais s’adresser à une instance unique s’il est victime de discrimination sur base des critères établis par la loi et les décrets, quel que soit le niveau de pouvoir concerné. Un Centre fédéral Migration(Myria) est également créé pour reprendre les missions du Centre en matière d'analyse des migrations, de droits fondamentaux des étrangers et de traite des êtres humains.
En 2018, Unia est reconnu comme une Institution nationale de protection des droits de l’Homme de statut B par les organes internationaux compétents. À ce titre, Unia défend les droits humains et contribue à l’évaluation de la Belgique en matière de respect des droits humains.

## Missions
Les principales missions d’Unia définies dans l’accord de coopération de 2013 sont les suivantes :
- Défendre l’égalité des chances, promouvoir la participation de tous les citoyens à la vie en société et lutter contre toute discrimination basée sur l'un des critères protégés par la législation antidiscrimination :  la nationalité, la couleur de la peau, l’ascendance, l’origine nationale ou ethnique, l’âge, le handicap, l’orientation sexuelle, les convictions religieuses ou philosophiques, l’état de santé, la fortune, les caractéristiques physiques ou génétiques, l’état civil, les convictions politiques, les convictions syndicales, la naissance et l’origine sociale. Le critère de la composition de ménage a été ajouté en 2019 au décret wallon relatif à la lutte contre certaines formes de discrimination[9].
- Assumer la mission de mécanisme indépendant afin de promouvoir, protéger et assurer le suivi de la mise en œuvre de la Convention des Nations unies relative aux droits des personnes handicapées

Unia est également compétent pour :
- Effectuer toutes les études et recherches nécessaires à l’accomplissement de ses missions
- Adresser des avis et recommandations indépendants à tout pouvoir public ou organisme privé ou personne privée
- Recevoir et analyser les signalements relatifs à des faits de discrimination, de discours ou de délits de haine
- Accompagner des initiatives menées par des organisations privées et publiques en matière de diversité et de non-discrimination
- Organiser des campagnes et actions de sensibilisation
- Agir en justice dans certains cas

Unia n'est pas compétent pour :
- Le sexe. Ce critère relève de la compétence de l'Institut pour l'égalité des femmes et des hommes.
- La langue. À ce jour, il n'existe pas encore d'organisme public ayant reçu cette compétence.

## Controverses

### Retrait de la Flandre d'Unia
En tant qu'institution interfédérale, Unia est financée par l'Etat fédéral, les Communautés et Régions. En septembre 2019, le nouveau gouvernement flamand annonce dans sa note de politique générale son intention de cesser de subventionner Unia et de créer un Centre flamand pour les droits humains. La décision représente une perte d'environ 800 000 € par an pour l'institution, mais ne sera effective qu'à partir du 15 mars 2023. Certains commentateurs estiment que c'est une des traces de l'influence du Vlaams Belang sur le nouveau gouvernement flamand,,. En octobre 2022, le Parlement flamand approuve la création de l'Institut flamand des droits humains.

### Traitement de l'antisémitisme
En 2017, Rudi Roth met en cause l’Unia comme étant « largement inefficace » dans la lutte contre l'antisémitisme, et responsable de la situation. Roth déplore le choix de militants antisionistes dans la direction de l'institution et déplore que l'organisation est « la seule organisation européenne antiraciste officielle dont le personnel dérape à de multiples reprises concernant l’antisémitisme et le négationnisme » et qu'elle « a rédigé elle-même des textes à caractère diffamatoire envers les Juifs sur son propre site et cela pendant plus de 4 ans ». En 2004, la nomination de Jozef De Witte comme directeur est déplorée, alors qu'il avait adressé à « la communauté juive » une lettre jugée menaçante en 2002 et avait publié un message jugé incitant à la haine sur le site auquel il était responsable : « Les attentats à la bombe [contre les Juifs israéliens] ne sont qu’un fait divers. » Il publie également un encouragement aux campagnes de boycott d'Israël, une caricature qui avait été jugée à connotation antisémite par le Centre Simon-Wiesenthal, une brochure anti-israélienne à connotation antisémite pour les écoles et une comparaison de l’État d’Israël à Hitler. Il organise également une manifestation antisioniste qui tourne à la violence contre la population juive d'Anvers. À partir de sa nomination comme directeur, son manque de réaction à des incidents antisémites est déploré.
En 2016, la situation aurait empiré selon Rudi Roth, avec la nomination de Patrick Charlier et Els Keytsman. Des commentaires émis par des membres de l'Unia sont jugés antisémites par le site antisémitisme.be et des représentants juifs. Rudi Roth déplore le manque de sérieux des procédures judiciaires, le refus d'engager des poursuites dans de nombreux cas et un risque de conflit d'intérêts, alors que des membres auraient des amitiés avec les accusés des plaintes. L'année suivante, le journal communautaire juif Joods Actuel affirme que le centre pour l’égalité des chances (UNIA), ne fait que « de beaux discours » pour lutter contre l’antisémitisme, alors qu'un de ses avocats, Johan Otte, a défendu un Belgo-Palestinien condamné pour des propos racistes et des appels à assassiner des Juifs. De plus, les représentants de la communauté juive se disent scandalisés par la fuite d'un courrier électronique de l'Unia, dans lequel un membre de l'organisation déplore une condamnation en justice pour un fait antisémite. En réaction, la ministre flamande pour l'égalité des chances, Liesbeth Homans, ordonne qu'une enquête soit ouverte. Selon l'avocat Anthony Godfroid, l'Unia aurait diffusé de fausses informations dans un communiqué de presse. Et selon Alexander Zanzer, directeur du service social juif Centraal, l'attitude d'Unia en matière d'antisémitisme serait préjudiciable à l'image de la Belgique. Le député N-VA à la Chambre, Michael Freilich déplore que, malgré les critiques, l'Unia n'ait rien fait pour changer d'attitude face à l'antisémitisme. Il pose comme question : « Pourquoi l'UNIA n'a-t-elle pas mis en place des programmes de lutte contre l'antisémitisme ? Pourquoi n'y a-t-il pas de brochures ou de trousses pédagogiques pour les jeunes sur ce sujet délicat ? Pourquoi les libéraux et les musulmans en particulier, mais aucun Flamand juif ne travaille à l'UNIA ? Ce sont toutes des questions qu'un comité d'enquête devrait examiner d'urgence. »
En 2018, face à la préoccupation de la communauté juive concernant le rôle de l'Unia face à l'antisémitisme, Philippe De Backer (Open Vld) déclare : « Donc l'UNIA doit traiter toutes les formes de racisme de la même manière et ne pas décider ce qui est important pour elles et ce qu'elles ne considèrent pas comme important. Donc, soit ils changent maintenant, soit ils perdent leur droit d'exister. Et puis les politiciens devraient commencer à réfléchir à la mise en place d'une institution capable de s'acquitter correctement de ces tâches. ». Bart De Wever (NV-A), critique également l'Unia. Il affirme que l'Unia ne fait pas assez pour combattre l'antisémitisme : « la façon dont l'UNIA gère les choses ? J'ose douter que cela ait jamais donné vie à quelque chose. ». Il dénonce également un « antisémitisme de gauche croissant qui se fait passer pour une critique d'Israël
». Concernant la direction de l'organisation, il affirme n'avoir aucune confiance, la jugeant « pire que jamais ».
En 2019, la question du rôle de l'Unia fait toujours polémique. En mars, alors que la Cour d'appel confirme une condamnation antérieure critiquée par l'Unia, le Forum des organisations juives déclare : « Nous attendons maintenant des excuses d'Unia et un signal clair de la part de l'organisation dans laquelle elle reconnaît que d'une part elle a minimisé les faits et d'autre part a mal interprété la législation. Nous espérons donc que de telles plaintes de la communauté juive seront désormais prises «plus au sérieux. » En réaction, la députée N-VA Annick De Ridder, critique la directrice d'Unia, affilié au parti Ecolo : « Els Keytsman fait de tout une affaire politique, elle n'est pas objective, pas juridiquement correcte, pas professionnelle et terriblement hypocrite. L'UNIA lutte contre la discrimination et le racisme, mais le problème est qu'elle va toujours dans une seule direction. ». Le Forum der Joodse Organisaties (FJO) dénonce le rôle d'Unia concernant le carnaval d'Alost. Le CCOJB critique de même l'UNIA et affirme : « Cette institution se décrédibilise violemment aux yeux de certaines populations qu'elle entend défendre. » Le CCOJB parle de « manque de discernement d'UNIA » et affirme que le CCOJB « ne sonde pas les intentions profondes d'UNIA ». Le politologue Joël Kotek déplore également la réaction de l'Unia aux événements. André Gantman, dénonce quant à lui les membres de la communauté juive qui collaborent avec l'organisation, déclarant : « Ceux qui croient avoir rendu un service à la communauté juive devraient avoir profondément honte ». Le choix d'Els Keytsman pour « médier » sur les actes présumés d'antisémitisme, est critiqué comme étant en conflit d'intérêts, alors que cette dernière était conseillère municipal et collègue du maire D'Haese d'Alost et qu'elle aurait des relations avec la famille du président du Carnaval.
En décembre 2020, Unia affirme « avoir fait évoluer sa philosophie en matière de lutte contre l'antisémitisme », sans pour autant apporter de précisions.
Pour l'Unia en mai 2021, l'antisémitisme devrait être « intégré dans les critères du racisme ».

## Gouvernance

### Directeurs
Deux directeurs sont chargés de la gestion quotidienne d’Unia. Depuis le 1er février 2016, Els Keytsman et Patrick Charlier ont été nommés à la co-direction d'Unia pour un mandat de 6 ans.

### Conseil d'administration
Le Conseil d’administration est composé de 21 membres, nommés pour 6 ans, selon l'accord de coopération: 
- 10 membres sont désignés par la Chambre des représentants, dont au maximum 5 sont du même sexe, 5 membres appartenant au rôle linguistique néerlandophone, 5 membres appartenant au rôle linguistique francophone;
- 11 membres, dont au maximum 6 sont du même sexe, sont désignés par les régions et les communautés:
  - 4 membres sont désignés par le Parlement flamand;
  - 2 membres sont désignés par le Parlement de la Région wallonne;
  - 2 membres sont désignés par le Parlement de la Communauté française;
  - 2 membres sont désignés par le Parlement de la Région de Bruxelles-capitale;
  - 1 membre est désigné par le Parlement de la Communauté germanophone.

Shaireen Aftab et David Quinaux sont les deux co-présidents d’Unia. Ils ont été élus par le Conseil d’Administration le 20 mai 2021.